# 2740 Tsoj
2740 Tsoj eller 1974 SY4 är en asteroid i huvudbältet som upptäcktes den 26 september 1974 av den sovjetisk-ryska astronomen Ljudmila Zjuravljova vid Krims astrofysiska observatorium på Krim. Den har fått sitt namn efter musikern Viktor Tsoj.
Asteroiden har en diameter på ungefär 17 kilometer och den tillhör asteroidgruppen Eos.